# 타이토 F2 시스템
타이토 F2 시스템(Taito F2 System)은 타이토에서 개발, 1989년에 출시한 아케이드 게임 기판이다. 1989년 4월에 출시된 〈파이널 블로〉가 F2 시스템 첫 타이틀이다. 후속 기판으로는 F3 시스템이 있다.

## 사양
- CPU: MC68000 @ 12MHz
- 사운드 CPU: Z80 @ 4MHz
- 사운드 칩: YM2610
- 해상도: 320×224